# Rikke Schmidt
Rikke Petersen-Schmidt, ursprungligen Poulsen Schmidt, född 14 januari 1975 i Århus, är en dansk tidigare handbollmålvakt.

## Karriär
Rikke Schmidt började spela handboll i HK 71 Egernsund. Vid 16 års ålder gick hon till Vidar Sönderberg och stannade där till 20 års ålder. Elitkarriären tog far i KIF Kolding där hon 1999 debuterade i landslaget och var med och tog OS-guld 2000 i Sydney. 2002 började hon spela för Slagelse och vann med klubben danska mästerskap och Champions League 2004 och 2005. Dessförinnan hade hon vunnit EHF-cupen 2003 med klubben. Hon spelade sedan ett år i Aalborg och ett år Ikast Bording EH innan hon återvände till KIF Vejen (Koldings damlag hade bytt namn 2005). Sista klubb i karriären blev Team Esbjerg där hon spelade framför allt i de europeiska cuperna.

### Landslagskarriär
Rikke Schmidt har spelat 104 landskamper för Danmark under åren 1999-2006. Debut 17 februari 1999 mot Norge. Hon ingick sedan i det danska lag som tog OS-guld 2000 i Sydney. Hon spelade sedan i VM 2001 och VM 2003 innan hon ingick även i det danska lag som tog OS-guld 2004 i Aten. Hennes tre sista mästerskap var EM 2004, VM 2005 och EM 2006 i Sverige.

## Klubbar
- HK 71 Egernsund (1981–1991)
- Vidar Sönderberg (1991–1995)
- KIF Kolding (1995–2002)
- Slagelse FH (2002–2005)
- Aalborg DH (2005–2006)[3]
- Ikast Bording EH (2006–2007)[4]
- KIF Vejen (2007–2012)[5]
- Team Esbjerg (2012–2014)

## Meriter
- 2 OS-guld (2000 och 2004) med Danmark
- 2 Champions League-mästare (2004 och 2005) med Slagelse DT
- EHF-cupmästare 2003 med Slagelse
- 2 dansk mästare (2003 och 2005) med Slagelse DT
- EM-silver 2004 med Danmark